# 三重県道537号阿曽停車場線
三重県道537号阿曽停車場線（みえけんどう537ごう あそていしゃじょうせん）は、三重県度会郡大紀町を通る一般県道である。

## 概要
JR東海紀勢本線 阿曽駅前から度会郡大紀町阿曽に至る。

### 路線データ
- 起点：度会郡大紀町阿曽（JR東海紀勢本線 阿曽駅前）
- 終点：度会郡大紀町阿曽（国道42号交点）
- 総延長：285 m

## 歴史
- 1959年（昭和34年）1月25日 - 路線認定[1]。

## 地理

### 通過する自治体
- 三重県
  - 度会郡大紀町

### 交差する道路
| 交差する道路 | 交差する場所 | 交差する場所 |
| ------------ | ------------ | ------------ |
| 国道42号     | 阿曽         | 終点         |

### 沿線
- JR東海紀勢本線 阿曽駅
- 大内山川（宮川支流）